# Erpetogomphus schausi
Erpetogomphus schausi är en trollsländeart som beskrevs av Philip Powell Calvert 1919. Erpetogomphus schausi ingår i släktet Erpetogomphus och familjen flodtrollsländor. Inga underarter finns listade i Catalogue of Life.